# Меллункюля

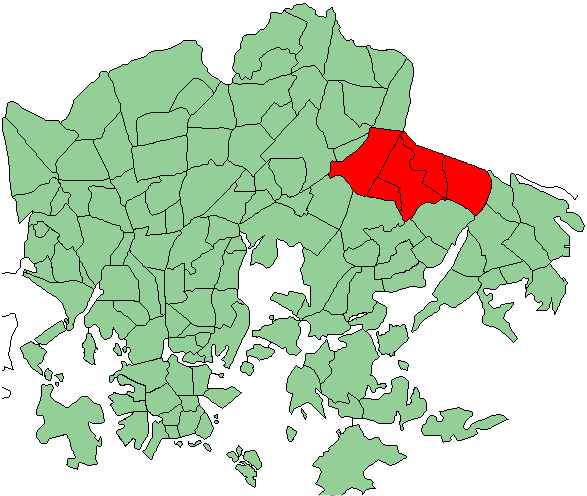
Меллункюля на мапі Гельсінкі

Меллункюля (фін. Mellunkylä, швед. Botby) — район Східного Гельсінкі, Фінляндія. Населення — 36 360 осіб. Площа — 9,90 км²

## Адміністративний поділ
- Контула
- Весала
- Меллунмякі
- Ківікко
- Куркімякі